# クリコヴォの戦い
クリコヴォの戦い（ロシア語:Куликовская битваまたはБитва на Куликовом поле）は、1380年、モスクワ大公ドミートリー1世（ドミートリー・ドンスコイ）の率いるルーシ諸侯連合軍が、ジョチ・ウルスの事実上の支配者ママイの軍とそれに同盟したリトアニア大公国・ルーシ諸侯などの連合軍を破った戦い。
なお、アレクサンドル・ソルジェニーツィンの小説『胴巻のザハール』では地名が「クリーコヴォ」なのか「クリコーヴォ」なのかという問題が出されているが、一般には「クリコーヴォ」が採られている。

## 概要

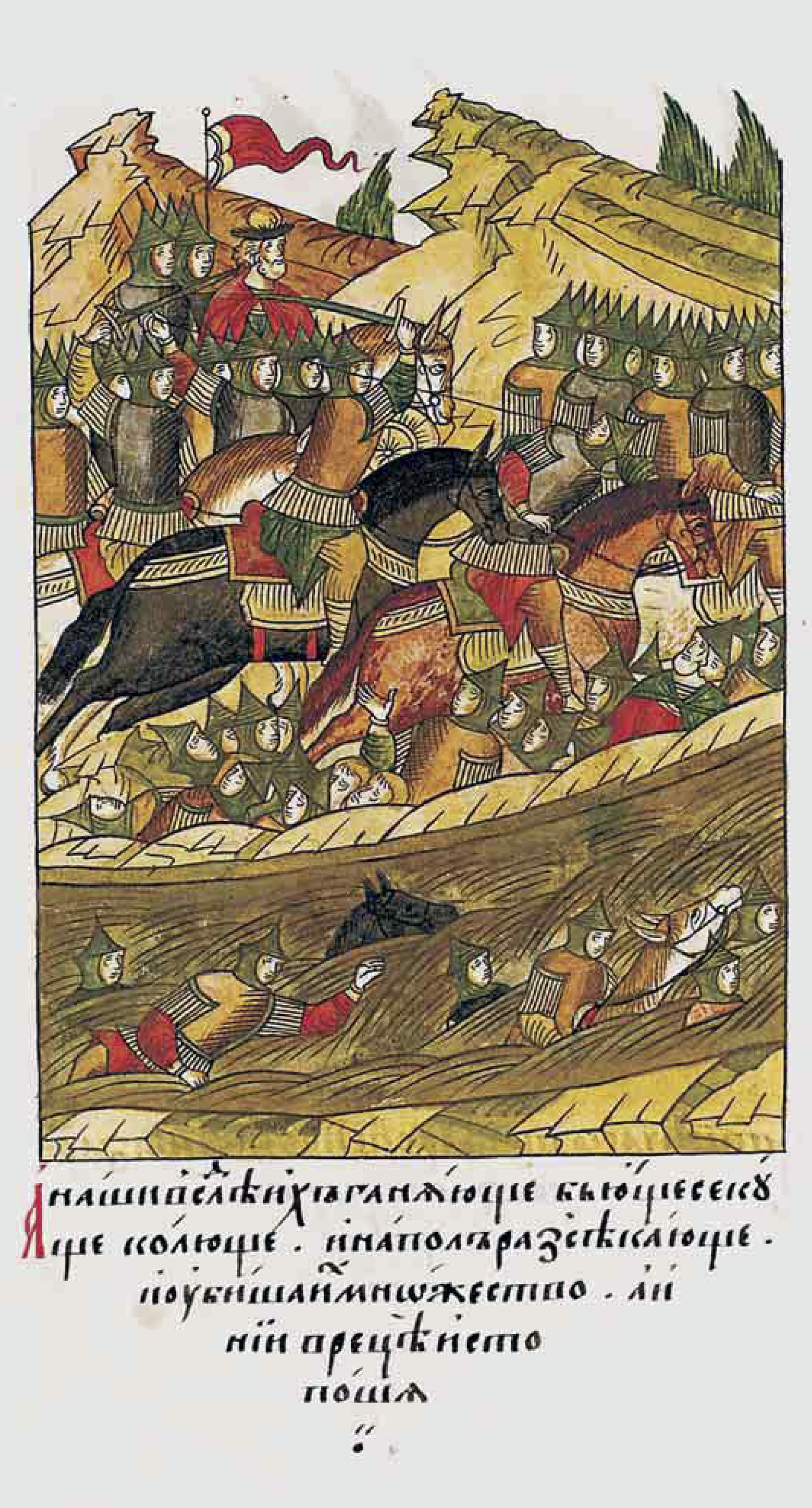
ヴォジャ河畔の戦い（1378年8月11日）
----
16世紀の細密画

モスクワ大公国のドミートリー大公は、増税を要求するジョチ・ウルスに対し公然と反旗を翻し、1378年にリャザン公国北部のヴォジャ河畔の戦いでタタールの軍を破ったが、1380年にはジョチ・ウルスの事実上の支配者ママイ自身の率いる大軍と再び戦わなければならなくなった。
ヴォジャ河畔での敗戦を知ったママイは、モスクワ大公国を討つべく、より綿密な軍事的・外交的準備を進めた。自らの軍をイタリアのジェノヴァ共和国からの傭兵、チェルケス人およびヤス人の兵で補強し、リトアニア大公国とリャザン公国に対しては、両国と同盟関係を結んだのである。ロシアにおける覇権を相互に争い、モスクワにとってライヴァル中のライヴァルであったリトアニア大公国のヨガイラは一も二もなくこの申し出に乗り、ママイと同盟した。
しかし、リャザン公国の立場は微妙なものであった。1373年と1377年の2度にわたり、タタール軍の侵入を受けて荒廃していたリャザン公国は、ママイ軍とモスクワ軍双方の進路にあたり、戦場になることが予想されるため、どちらに味方しても難しい立場に置かれることは明白であったからである。かといって、中立を貫くのも不可能な状況にあった。このような厳しい状況下で、政府は外交的なバランスを保つために努力を重ねた。苦しい立場にあるリャザン公オレーク・イヴァノヴィチは、結局、モスクワ打倒が成った際には、ママイの従臣として、ルーシの地をヤガイロと二分して統治するというタタール側の条件にひかれて、基本的にママイ軍に加担するものの、モスクワのドミートリーに対しても友好的な態度を保持しようと努めた。
1380年9月8日、モスクワのドミートリー大公が率いるルーシ諸侯連合軍は、ママイとそれに同盟したリトアニア大公国・ルーシ諸侯の連合軍とドン川近くのクリコヴォ平原で戦闘状態に入った。ドミートリー率いるルーシ軍はドン川を渡って背水の陣をしき、双方が数万ないし十数万ともいわれる大軍がぶつかり合う激しい会戦となった。戦闘は終日つづき、モスクワ側が最後に温存していた伏兵部隊を投入し、かろうじて勝利した。これがクリコヴォの戦いである。

## 戦闘の詳細

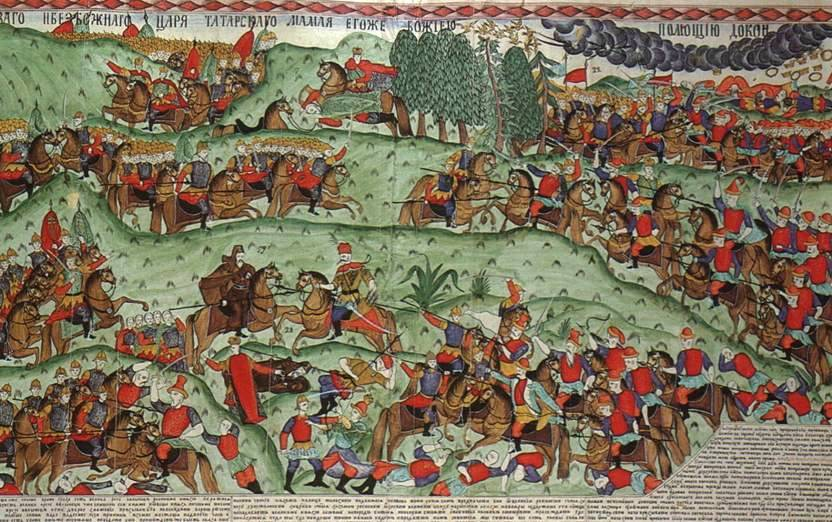
「クリコヴォの戦い」
----
1890年代のルボーク（民衆版画）、I.G. Blinov作

軍事的・外交的に周到な準備をほどこしたジョチ・ウルスの武将ママイは、モスクワ大公ドミートリーに使者を送り、ママイ政権の従臣になること、また、ウズベク・ハンの時代にウラジミール大公がジョチ・ウルスに納めていたのと同等の貢税の実施を求めた。これは、実質的にママイの対ドミートリー最後通牒に等しかった。ドミートリーはこの要求をすぐに拒否はせず、しかし、ママイ軍の接近の報せを聞くと、戦端を開くことを決心して諸公に軍勢の動員を促した。ルーシ諸公の軍は1380年8月15日を期日として、モスクワ川とオカ川が合流するコロムナ（現ロシア連邦・モスクワ州）に集結することを約していた。
モスクワ大公国側は、ママイ軍、リトアニア大公ヤガイロの軍、リャザン公オレークの軍が集結するとみられるオカ川を越え、さらに南方に進出してママイ軍を迎撃する計画を立てた。ドミートリー率いるルーシ連合軍は9月8日にドン川を渡り、その支流ネプリャドヴァ川の右岸、クリコヴォ平原に陣を布いた。クリコヴォ平原は、リャザンの領域にあり、その背後をドン川とネプリャドヴァ川が流れ、これはまさに背水の陣であった。この布陣は、ドミートリーの不退転の決意をあらわすとともに、戦術としては、タタールの騎兵が迂回してルーシ軍の背後や側面から奇襲をかけることを難しくしていた。
ルーシ連合軍は、騎兵からなる前哨部隊と歩兵からなる先遣部隊が前衛を構成し、その後方に右翼部隊、主力部隊、左翼部隊が配備された。なお、この三部隊は、両翼の騎兵が中央の歩兵を取り囲むかたちに配された。さらに、その後詰めとして予備部隊と騎兵からなる伏兵部隊が配置された。一方のママイ軍は、軽騎兵からなる先遣部隊、ジェノヴァ傭兵を含む歩兵中心の中央部隊、そして騎兵からなる右翼部隊と左翼部隊が並ぶという布陣を採用した。
戦闘に先立って、当時の慣行で両軍から勇士が選抜され、一騎討ちをおこなった。ロシア側は至聖三者聖セルギイ大修道院の修道士アレクサンドル・ペレスヴェート、ママイ側はタタールの武将チェルベイであった。双方相打ちで倒れ、戦端がひらかれた。
9月8日朝にはじまるクリコヴォの戦いは初め、ルーシ連合軍の前哨部隊・先遣部隊とママイ軍の先遣部隊が衝突し、ルーシ連合軍が敗北して後退した。次に、ママイ有利の状況で両軍の主力が遭遇した。ママイ軍右翼の騎兵がルーシ連合軍左翼を強襲し、さらにルーシ軍の中央主力部隊を包囲する勢いであったが、その戦端が伸びきったところで、今度はルーシ連合軍で温存されていた伏兵部隊が投入され、伏兵部隊と中央主力部隊によってママイ軍右翼が挟撃される形勢となった。これにより、ママイ軍右翼の騎兵隊は混乱に陥って後退をはじめ、さらに、自軍の右翼後退を知ったママイ全軍が混乱して逃亡を開始し、これをルーシ連合軍が追撃して、ついにモスクワは勝利を収めた。終日におよぶ大激戦であり、この戦闘でのロシア側の損失もきわめて大きかった。おびただしい死者を葬送するため、ドミートリー・ドンスコイはクリコヴォに8日間逗留したといわれる。
しかしながら、モスクワとその連合軍にとってこの戦いが総力を挙げた決戦であったのに対し、ママイ軍にとっては他にさまざまな戦いをかかえているうちの一戦闘にすぎなかった。ママイ側はいまだ予備兵力を十分に確保していたのである。事実、ママイは第2次ロシア遠征を計画していたが、これが実行に移されなかったのは、ママイが同じモンゴル人のトクタムィシ（トクタミシュ）との抗争に敗れたためであった。そして、上述のようにトクタムィシは、1382年のモスクワ遠征に勝利を収めたのである。

### モスクワの勝因

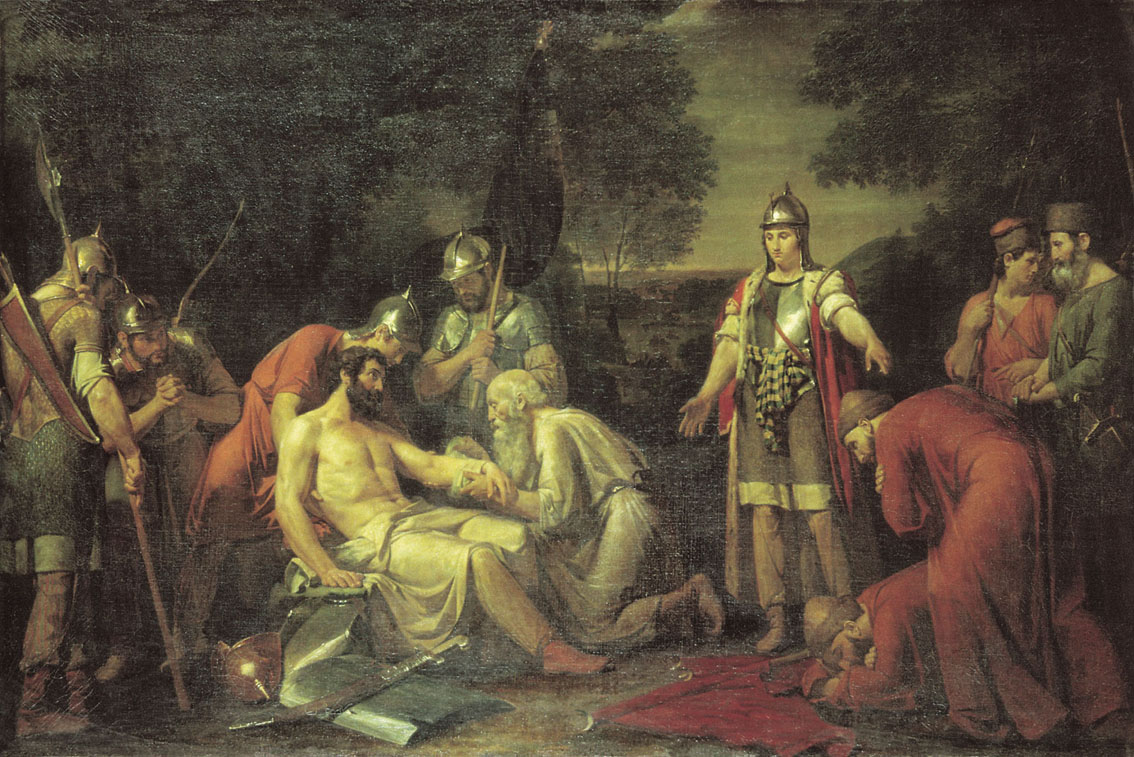
「クリコヴォのドミートリー・ドンスコイ」
----
ヴァシーリー・サザノフ画、1824年。

モスクワの勝因としては、会戦の起こった場所には河川が縦横に流れており、草原での戦闘を得意とする騎馬民族タタールの兵に対して戦術的に有利だった点があげられる。また、その東にはうっそうとした森林が広がっており、外部の攻撃から守る役割を果たしていた。
モンゴル人支配下のロシアで台頭し、モスクワのライヴァルであったトヴェリ公国は、経済的にも軍事的にもモスクワに比肩する力はすでになく、リトアニアやタタールとの不安定な同盟に依存していた。クリコヴォの戦いに先立つ1375年、モスクワはトヴェリ公ミハイルを破り、モスクワ大公を「兄」として敬うことをトヴェリ公国に認めさせ、タタール軍との戦闘の際には共同作戦をおこなうことを約束させている。
また、モスクワの歴代の公・大公は、ロシア正教会に広大な土地を寄進し、正教会もその支援を目に見えるかたちで表そうとして府主教座をモスクワにうつした。ロシア正教会は、ロシアにおいていわばロシア国家に先んじて一大統一組織となっていた。この戦いでモスクワが勝利した原因としては、正教会の援護が果たした役割も見逃せない。
さらに、このころのジョチ・ウルスは長期の内紛に悩まされていた。1357年のベルディ・ベクの父親殺しによるハン位奪取以来、混乱に陥り、ロシアの内政に対し組織的に介入する力を相対的に失っていたが、ドミートリーは、この機を逃さなかったのである。

## 影響
ロシアの諸国にとって、タタールに対して本格的な勝利を収めたとして特筆され、ロシアが「タタールのくびき」から脱却する最初のきっかけになった出来事として評価される。また、この戦いに勝利したことからモスクワ大公国の威信は大いに高まり、同国の勢力拡大に大きな影響を及ぼした。自ら先頭に立って軍を指揮した第4代モスクワ大公（モスクワ公としては第6代）のドミートリー1世は「ドンスコイ（「ドン川の」という意味）」の称号で呼ばれ、英雄視された。
同年、ジョチ・ウルスの正統ハントクタミシュはママイをカルカ河畔の戦いで破り、敗れたママイはクリミア半島に逃亡したが、黒海沿岸のジェノヴァ共和国の植民地カッファ（現ウクライナ・クリミア自治共和国の都市フェオドシヤ）においてイタリア人とのあいだに摩擦を生じ、殺害されたといわれる（あるいはトクタミシュに捕殺されたとも伝わる）。
敗れたジョチ・ウルスであったが、その後、支配権を回復した新たなハン、トクタミシュの下で巻き返しに成功し、1382年に大挙してモスクワ軍を駆逐、ドミートリーは不意を打たれてモスクワを放棄し、モスクワ北東370キロメートルのコストロマ（現ロシア連邦・コストロマ州）で再起をはかった。しかし、その間、モンゴルの大軍はクレムリンを包囲、モスクワを蹂躙したため、モスクワ大公国は荒廃した。ドミートリーはコストロマで兵力を再結集し、モスクワを奪回したが、トクタミシュはモンゴルによるロシア再支配を実現し、モンゴルへの貢納も継続された。
しかし、こうした過程を経て次第にジョチ・ウルスの勢力はしだいに減退し、やがて分裂を繰り返すようになった。この戦いは、「無敵のタタール」という従来の観念をゆるがせ、タタールの支配はくつがえすことのできるものであるという希望をロシア人にあたえ、モスクワがロシアの諸邦のなかで求心力を発揮し、国家統一と独立闘争における指導的地位を獲得する契機となった。
このできごとは、100年後の1480年にウグラ河畔の対峙でロシア人がモスクワの地に台頭するきっかけとなった歴史的な大事件として、ロシア史では半ば伝説的に語られている。

## ギャラリー（17世紀の本の挿絵より）

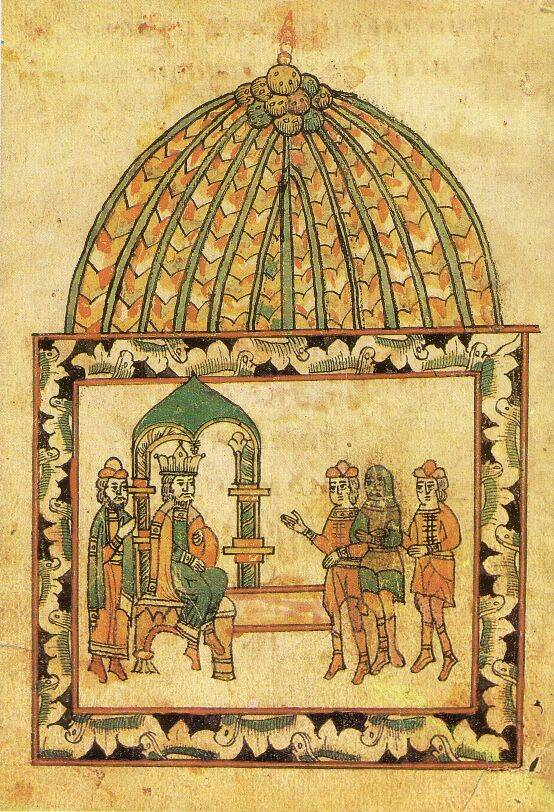
1.ドミートリー・ドンスコイ、捕らえたタタール人からママイのロシア侵掠計画を知る。
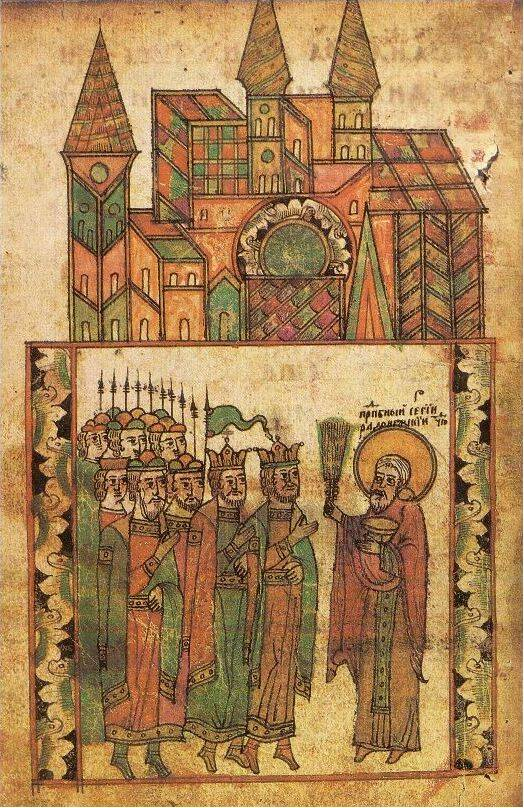
2.ロシアの戦士を祝福するラドネジのセルギイ
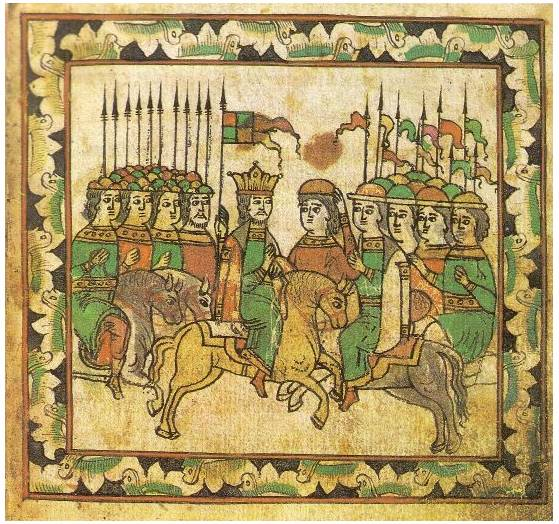
3.同盟軍と出会うロシア軍-ポロツク公アンドレイ・オルゲルドヴィチとブリャンスク公ドミートリー・オルゲルドヴィチ
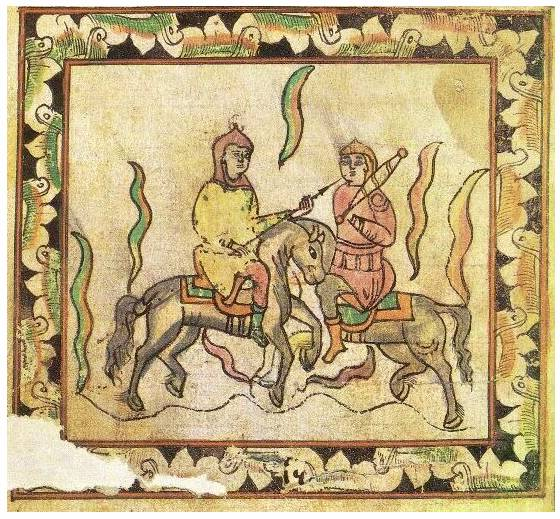
4.修道士アレクサンドル・ペレスヴェートとタタールの武将チェルベイの一騎討ち
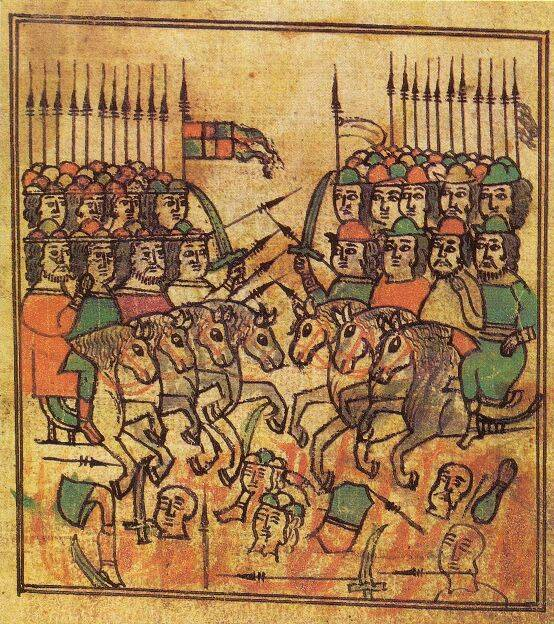
5.クリコヴォの戦い
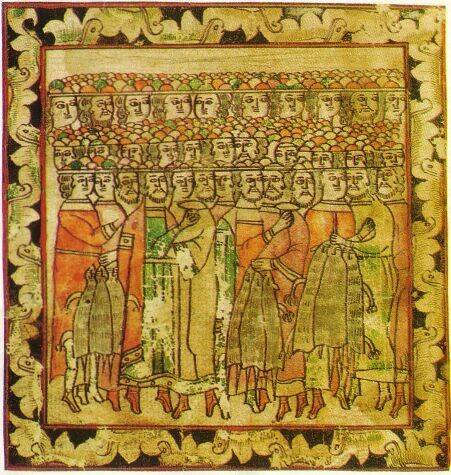
6.勝利したロシア軍のコロムナへの入城